# رايموند ماكغراث
رايموند ماكغراث (بالإنجليزية: Raymond McGrath)‏ هو مهندس معماري أسترالي، ولد في 7 مارس 1903، وتوفي في 23 ديسمبر 1977.